# 解誠
解 誠（かい せい、? - 1293年）は、モンゴル帝国に仕えた漢人将軍の一人。易州定興県の出身。

## 概要
解誠は水戦に習熟した将であり、ある南宋軍との戦いでは敵船1,000を奪取する功績を挙げ、水軍万戸・兼都水監使に任じられている。焦湖の戦いではまず敵軍の戦艦300艘を鹵獲し、南宋水軍が救援に訪れると船上から大声で一喝し、委縮した南宋水軍を打ち破ったという。その後も安豊軍・寿州・復州・泗州・亳州などの諸州の平定などに功績を上げている。1253年（癸丑）に始まる雲南・大理遠征にも従軍し、この時も功績により金虎符を下賜されている。
また、1258年（戊午）より第4代皇帝モンケ・カアンの南宋親征が始まると、モンケの弟クビライが率いる別働隊には解誠を始め東平路行軍万戸厳忠済・保定軍民万戸張柔・真定万戸史権・曲陽行軍万戸邸浹・大名路行軍万戸王文幹・山東行尚書省兵馬都元帥張宏・水軍万戸張栄実らが従軍した。モンケ・カアンが四川において急死するとクビライは友軍の救援のため鄂州を包囲したが、ここで解誠は敵軍の戦艦1千艘あまりを奪う功績を挙げ、クビライより称賛されている。解誠は至元30年（1293年）に亡くなり、息子の解汝楫が跡を継いでいる。
解汝楫は李璮の乱討伐や南宋侵攻などに功績を残し、その息子の解帖哥はベトナム出兵に従軍したことなどで知られる。